# Lars Ohly

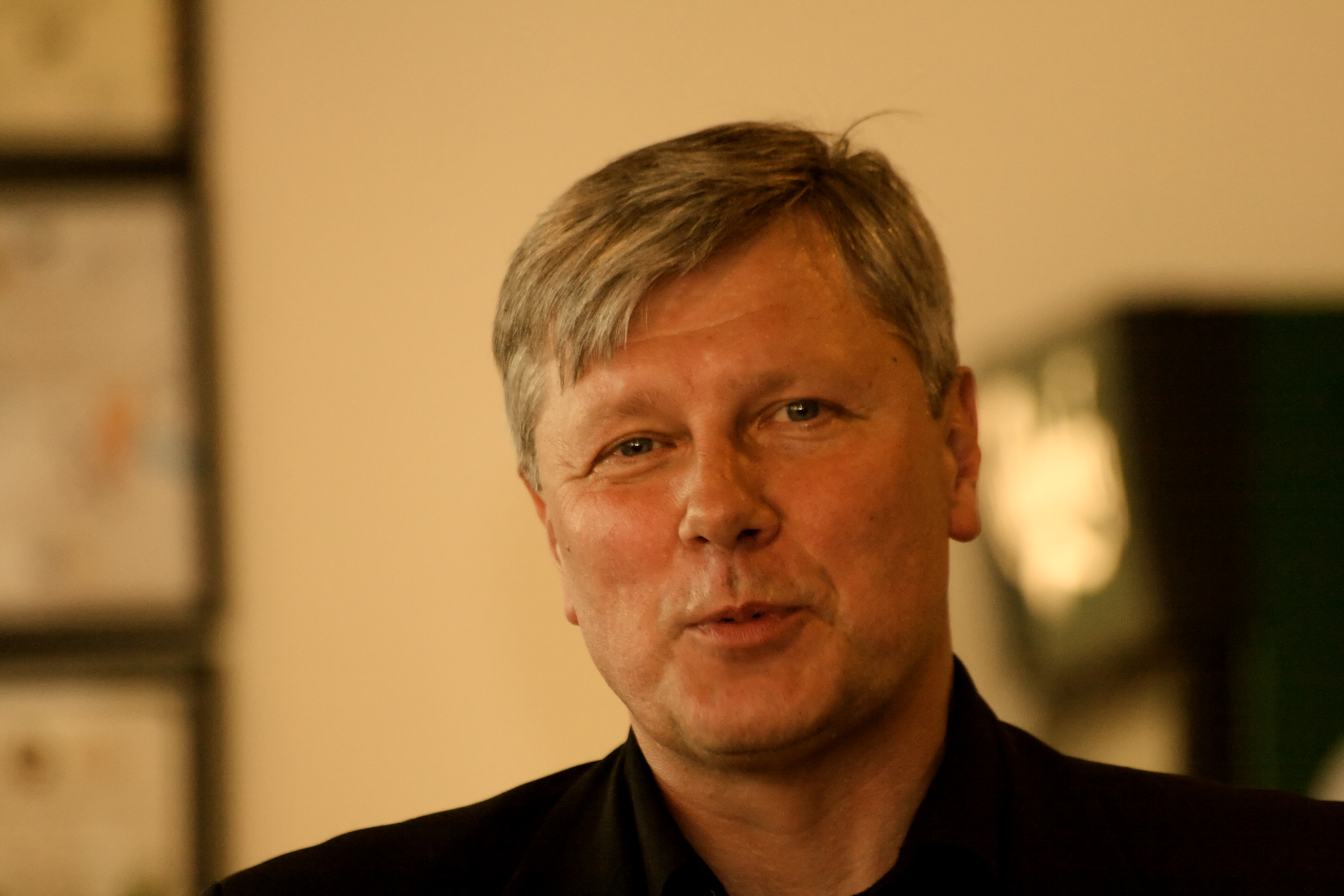
Lars Ohly

Lars-Magnus Harald Christoffer Ohly (* 13. Januar 1957 in Stockholm) ist ein schwedischer Politiker. Vom 20. Februar 2004 bis zum 6. Januar 2012 war er Parteivorsitzender der Linkspartei.

## Leben
Ohly entstammt einer Theologenfamilie. Sein Großvater Emil Ohly wanderte 1917 nach Schweden ein und war von 1922 bis 1944 Pfarrer der deutschen Gemeinde in Stockholm; sein Vater Harald Ohly (1923–2011) war ebenfalls Pfarrer. Nach dem Gymnasialabschluss 1976 arbeitete Lars Ohly bei der schwedischen Eisenbahngesellschaft Statens Järnvägar, wo er auch in der Gewerkschaft engagiert war.
Ursprünglich wurde er politisch aktiv in der Jugendorganisation der liberalen Volkspartei. 1978 wurde er Mitglied der Linken-Jugendorganisation Ung Vänster und 1979 der Linkspartei. Seit 1987 Mitglied des Parteivorstands, wurde er 1994 zum Parteisekretär berufen. 1998 zog er in den Reichstag ein, dem er nach mehreren Wiederwahlen bis 2014 angehörte. Nach dem Rücktritt von Gudrun Schyman als Parteivorsitzender im Jahr 2003 amtierte zunächst Ulla Hoffmann als kommissarische Vorsitzende, bis Ohly im Februar 2004 von einem Parteitag zum Vorsitzenden gewählt wurde. Er wurde 2010 wiedergewählt, erklärte aber im August 2011, dass er beim nächsten Parteitag im Januar 2012 nicht mehr für den Vorsitz kandidieren werde. Sein Nachfolger wurde Jonas Sjöstedt. Ohly amtierte bis zu seinem Ausscheiden aus dem Reichstag als kulturpolitischer Sprecher seiner Fraktion.
Im Oktober 2017 wurde Ohly von einer Parteifreundin wegen sexueller Belästigung angezeigt. Weil seine Partei ihn daraufhin von verschiedenen Veranstaltungen ausschloss, trat Ohly im Januar 2018 aus der Vänsterpartiet aus.
Lars Ohly hat sich von seiner Frau Åsa Hagelstedt (einer ehemaligen deutsch-schwedischen Geschäftsfrau) scheiden lassen und lebt derzeit in der Stadt seiner Kindheit (Umea). Er hat zwei Kinder aus einer früheren Ehe.  